# Horrues
Horrues is een dorp in de Belgische provincie Henegouwen, en een deelgemeente van de Waalse stad Zinnik. Horrues was een zelfstandige gemeente tot aan de gemeentelijke herindeling van 1977.
De naam Horrues betekent voedselplaats (Horrea in het Gallo-Romeins). De heerweg Chaussée Brunehaut loopt door Horrues.

## Bezienswaardigheden
- De Sint-Martinuskerk (Église Saint-Martin) heeft een romaans schip uit de 2e helft van de 12e eeuw. Het gotisch koor is uit het 2e kwart van de 13e eeuw. De romaanse toren is uit het eerste kwart van de 13e eeuw.
- De Moulin Rombaux, een windmolenrestant.
- De Moulin du Village, een voormalige watermolen.
- De Moulin de Beaurepaire, een voormalige watermolen.
- De Moulin de Moulinet, een voormalige watermolen.
- Het Château de Beaurepaire werd gebouwd in 1802 en vergroot eind 19e eeuw.
- Een 18e-eeuwse schandpaal die behoorde aan het Sint-Vincentiuskapittel te Zinnik.

## Natuur en landschap
Horrues ligt aan de Zenne. De hoogte aan de kerk bedraagt 72 meter.

## Demografische ontwikkeling
- Bronnen:NIS, Opm:1831 tot en met 1970=volkstellingen

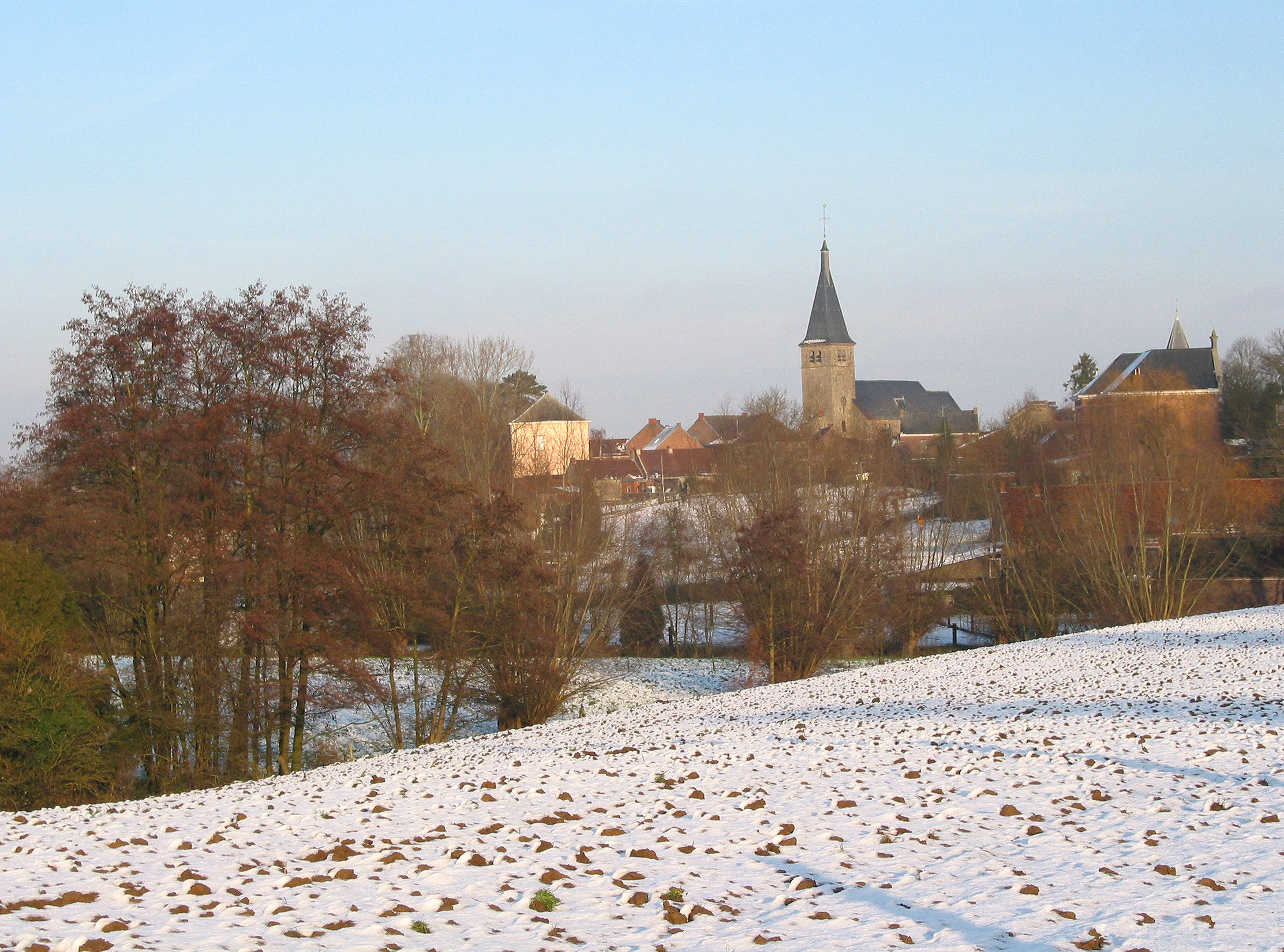
Horrues, Het dorp in de winter
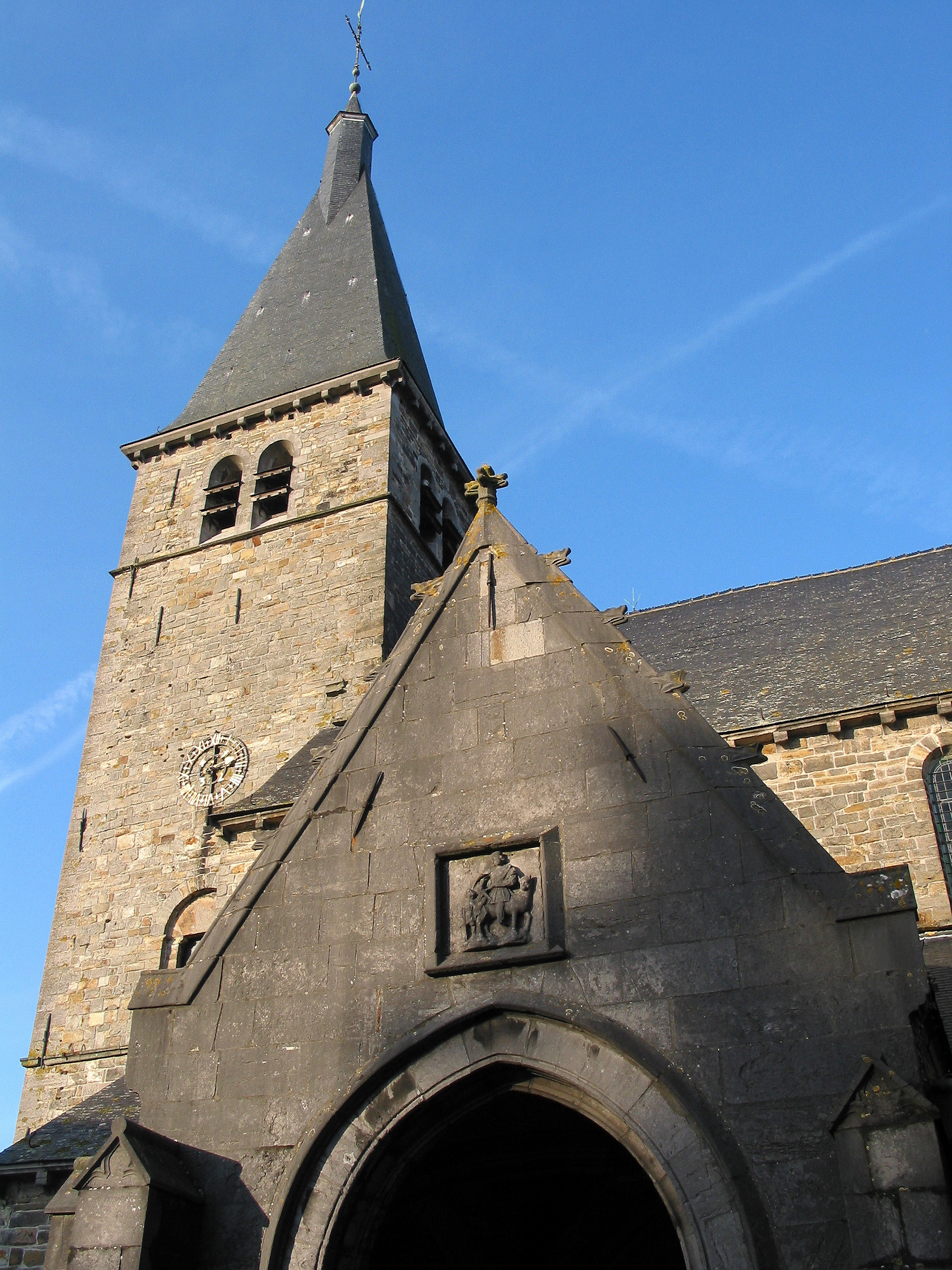
De Sint-Martinuskerk (Église Saint-Martin).

## Nabijgelegen kernen
Chaussée-Notre-Dame-Louvignies, Zinnik, Steenkerque, Petit-Roeulx-lez-Braine